# Gottenheim
Gottenheim es un municipio en el distrito de Brisgovia-Alta Selva Negra en el suroeste de Baden-Wurtemberg, Alemania.

## Geografía

### Ubicación geográfica
El pueblo vitivinículo está ubicado en la llanura del Rin Superior al norte del monte Tuniberg.